# 寺井久信
寺井久信（てらい ひさのぶ、1887年〈明治20年〉11月15日 - 1958年〈昭和33年〉11月30日）は、昭和期の実業家。和歌山県日高郡志賀村（現・日高町）出身。

## 概要
1909年（明治42年）第一高等学校英法科卒業。1913年（大正2年）、東京帝国大学法科大学経済科を卒業して日本郵船に入社。ロンドン支店副長、カルカッタ支店長、上海支店長、貨物課長などを務める。1935年（昭和10年）依願退職し、南洋海運の専務取締役に就任。1938年（昭和13年）日本郵船副社長に就任、1942年（昭和17年）社長に就任、1946年（昭和21年）まで務めた。
戦後、公職追放となり、1951年追放解除、同年日本郵船相談役。内外海事研究所所長となり、日本海運協会・日本海事振興会・日経連各理事などもつとめた。
1958年11月30日、東京都渋谷区大山町において死去。従四位・勲二等瑞宝章を贈られた。翌年、遺骨は日ノ御埼沖で氷川丸から水葬に付された。

## 参考資料
- 伝記編纂委員会編『寺井久信』1965